# Football Manager 2024
Football Manager 2024 é um jogo eletrônico de simulação e gerenciamento de futebol desenvolvido pela Sports Interactive e publicado pela Sega mundialmente em 6 de novembro de 2023 para Windows e macOS. No mesmo dia, uma versão projetada para celulares, intitulada Football Manager 2024 Mobile, foi lançada para iOS e Android exclusivamente através do Netflix Games, ao lado da versão Football Manager 2024 Console, para Xbox One, Xbox Series X/S e PlayStation 5, e da versão Football Manager 2024 Touch, para Nintendo Switch e Apple Arcade.
Ele foi o primeiro jogo da série a ser lançado no Japão, e também inclui a licença das ligas japonesas J1, J2 e J3. Pela primeira vez na série Football Manager, é possível transferir os arquivos salvos do jogo anterior. Assim, pode-se transferir os arquivos salvos de Football Manager 2023 e continuar jogando os mesmos em Football Manager 2024. No entanto, o uso deste recurso desabilita a obtenção de conquistas relacionadas a estes jogos salvos.
Esta edição introduziu diversas melhorias em relação ao seu antecessor, como maior realismo nas transferências, interação mais profunda com agentes e jogadores, metas de desempenho individuais, e a inclusão de treinadores de bolas paradas e novas funções táticas como o lateral invertido. Recebido de forma positiva pela crítica, Football Manager 2024 foi elogiado pelo seu realismo aprimorado e pela forma como seus novos recursos aprofundaram a imersão sem comprometer a jogabilidade tradicional da franquia e se tornou o jogo mais jogado da série até então.

## Jogabilidade
Football Manager 2024 apresenta uma jogabilidade semelhante à do resto da série Football Manager. O jogo consiste em assumir o comando de um time de futebol profissional (o jogo também inclui times semiprofissionais, amadores e internacionais) como treinador do time. É possível assinar contratos com jogadores de futebol, gerenciar as finanças do clube e dar instruções aos jogadores. A série Football Manager é uma simulação de gerenciamento do mundo real, com o jogador sendo avaliado em vários fatores pelos proprietários e pela diretoria do clube, que são controlados por inteligência artificial.
O jogo introduziu novos recursos a partir de Football Manager 2023 com o objetivo de aumentar o realismo e a profundidade tática, incluindo mudanças na IA relacionada a transferências de jogadores e finanças e atualização nas mecânicas de construção de elenco. A possibilidade de definir metas de desempenho individual para cada jogador foi adicionada, bem como alterações na interação com agentes e jogadores, a existência de treinadores de jogadas com bola parada e a função de lateral invertido.

## Recepção
Football Manager 2024 foi recebido de forma "geralmente favorável" pela crítica especializada, de acordo com o agregador de críticas Metacritic.
Matthew Buzzi, da PCMag, elogiou o realismo do jogo, citando aprimoramentos como o treinamento de jogadas de bola parada, a capacidade de transferir arquivos salvos e a personalidade aprimorada dos jogadores no motor de jogo das partidas. Ele destacou seu amplo apelo, chamando-o de "o lançamento mais abrangente até agora". Phil Iwaniuk, da PC Gamer, observou que FM24 aprofundou a experiência imersiva característica da franquia, afirmando: "o melhor de Football Manager 2024 é que seus novos recursos aprofundam, em vez de interromper, essa fantasia". Enquanto isso, Chris Tapsell, da Eurogamer, enfatizou o impacto tangível do novo sistema de bolas paradas, relembrando uma partida decisiva em que táticas mal ajustadas levaram a uma derrota esmagadora, mas que os ajustes meticulosos resultaram em um resultado drasticamente melhor após o segundo jogo. Ele descreveu a reformulação das jogadas como "uma clara tentativa de tornar as coisas um pouco menos dolorosas" e elogiou sua integração aos módulos de treinamento.
A reformulação do sistema de transferências foi outro destaque, com críticos apreciando a forma como os agentes e intermediários facilitaram um mercado mais dinâmico e realista. Buzzi observou que os clubes controlados por IA tomaram decisões de recrutamento mais inteligentes, levando a uma experiência mais imersiva para os jogadores. Apesar desses avanços, algumas preocupações de longa data persistiram, incluindo a curva de aprendizado acentuada do jogo e as limitações de licenciamento. No entanto, Iwaniuk afirmou, embora o FM24 "nunca fosse ser uma revolução", seus vários aprimoramentos garantiram que "você sentisse os novos recursos dentro e fora do campo".

### Prêmios e indicações
Em 7 de março de 2024, Football Manager 2024 foi nomeado na categoria Melhor Jogo para PC do Reino Unido no Ukie Video Game Awards de 2024. No mesmo dia, o jogo foi selecionado para concorrer a Melhor Jogo Britânico no BAFTA Games Awards de 2024. Em maio de 2024, Football Manager 2024 Mobile foi indicado para Melhor Jogo para Celular no Develop:Star Awards.

### Vendas
Em fevereiro de 2024, Football Manager 2024 se tornou a edição mais jogada da história da série, atingindo a marca de sete milhões de jogadores em 100 dias. Em março de 2025, a Sports Interactive anunciou que o jogo havia sido jogado por mais de 17 milhões de pessoas.

## Futuro
Uma sequência planejada, Football Manager 25, usando o motor de jogo Unity, foi originalmente programada para lançamento em novembro de 2024, antes de ser adiada para março de 2025. O jogo foi cancelado em fevereiro de 2025, com o estúdio citando problemas de qualidade como o principal fator contribuinte. Espera-se que uma sequência seja lançada no final de 2025.